# Aladyn: Powrót Dżafara
Aladyn: Powrót Dżafara (ang. The Return of Jafar) – amerykański film animowany z 1994 roku, sequel filmu Aladyn. Był to pierwszy film Walt Disney Company skierowany od razu do dystrybucji video. Pilot serialu animowanego Aladyn. Jest to druga część filmu.
Film w Polsce wydany na kasetach wideo z dystrybucją Imperial Entertainment; premiera: 24 stycznia 2001 roku. Film wydany na DVD z firmą CD Projekt i Galapagos Films. Film wyemitowany w telewizji na kanałach: Polsat, Polsat Film, Super Polsat, TV6, Puls 2, Disney Channel. Na kanałach Telewizji Polsat dostępna jest wyłącznie audiodeskrypcja.

## Obsada głosowa
- Scott Weinger – Aladyn (dialogi)
- Brad Kane – Aladyn (śpiew)
- Gilbert Gottfried – Iago
- Jonathan Freeman – Dżafar
- Linda Larkin – księżniczka Dżasmina (głos)
- Liz Callaway – księżniczka Dżasmina (śpiew)
- Frank Welker –
  - Abu,
  - Rajah
- Dan Castellaneta – Dżin
- Jason Alexander – Abis Mal
- Val Bettin – Sułtan
- Jim Cummings – Razoul
- Jeff Bennett – Fazoul
- Brian Hannan – Omar

## Wersja polska
Opracowanie wersji polskiej: Start International Polska

Reżyser: Joanna Wizmur

Dialogi polskie: Bartosz Wierzbięta

Teksty piosenek: Filip Łobodziński

Kierownictwo muzyczne: Marek Klimczuk

W wersji polskiej udział wzięli:
- Jacek Sołtysiak – Aladyn (dialogi)
- Kacper Kuszewski – Aladyn (piosenki)
- Ryszard Nawrocki – Jago
- Adam Bauman – Dżafar (dialogi)
- Dariusz Odija – Dżafar (piosenki)
- Olga Bończyk – księżniczka Dżasmina
- Krzysztof Tyniec – Dżin
- Paweł Galia – Abis Mal
- Stanisław Brudny – sułtan
- Jan Janga-Tomaszewski – Razoul
- Jan Kulczycki – Fazoul
- Tomasz Grochoczyński – Omar

i inni
Piosenki śpiewali:
- „Arabska noc” – Jacek Wójcicki
- „Pracuję sam od dziś” – Ryszard Nawrocki
- „Przyjaciół stracić to grzech” – Krzysztof Tyniec, Kacper Kuszewski, Olga Bończyk
- „Czy miłość ma sens” – Ryszard Nawrocki, Olga Bończyk, Kacper Kuszewski
- „Byle kto” – Dariusz Odija